# الکساندرا توت
الکساندرا توت (مجاری: Tóth Alexandra؛ زادهٔ ۲۹ ژانویهٔ ۱۹۹۱) بازیکن فوتبال اهل مجارستان است.

وی همچنین در تیم ملی فوتبال زنان مجارستان بازی کرده‌است.